# 莫西尼奥·阿尔伯克基广场
41°09′29″N 8°37′45″W / 41.158132°N 8.629149°W

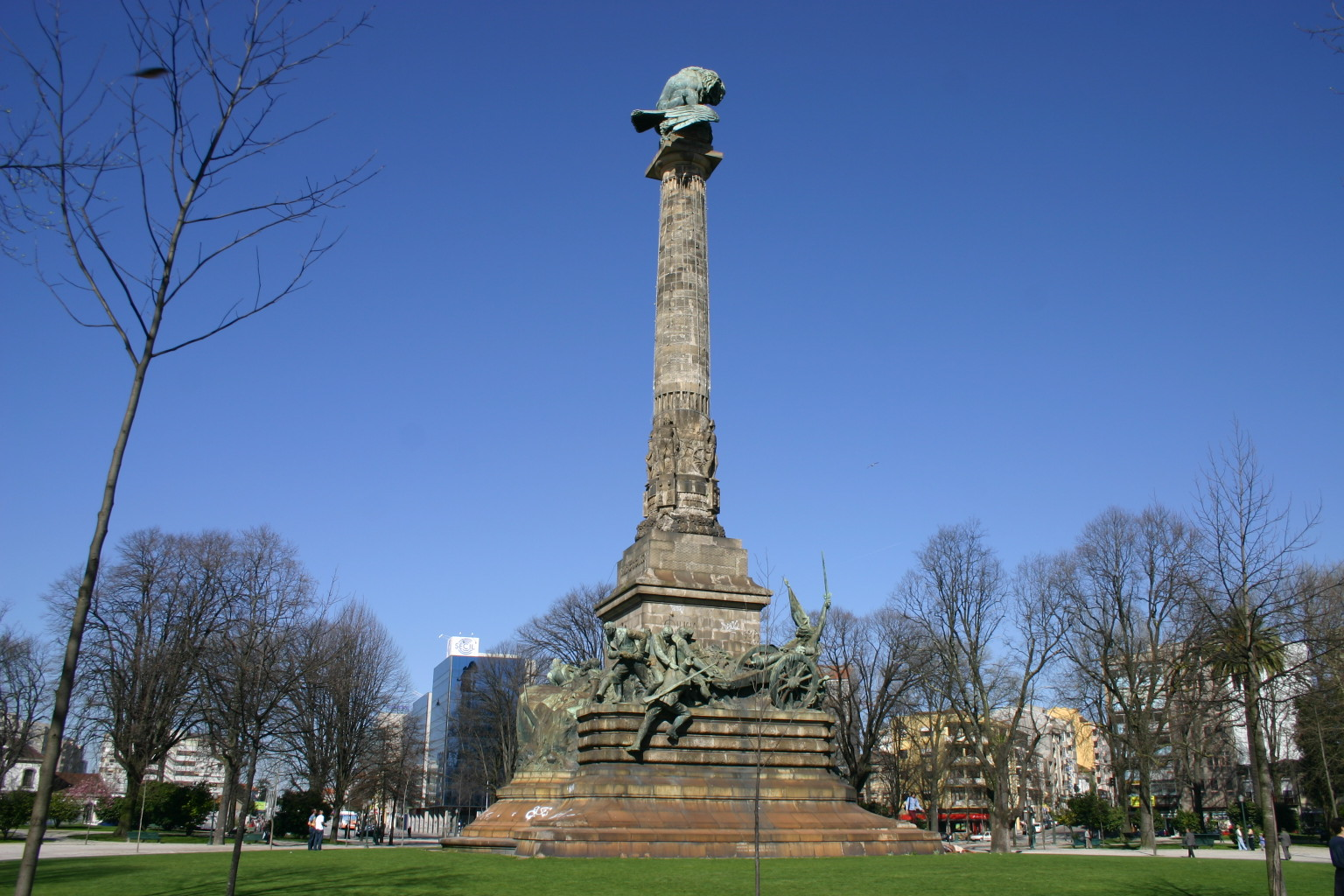
莫西尼奥·阿尔伯克基广场

莫西尼奥·阿尔伯克基广场（Praça de Mouzinho de Albuquerque），俗称博阿维斯塔圆环（Rotunda da Boavista），是葡萄牙波尔多的一个大型圆环，得名于19世纪在非洲作战的葡萄牙战士莫西尼奥·阿尔伯克基。 
广场中央的半岛战争英雄纪念柱（Monumento aos Heróis da Guerra Peninsular）是为了纪念在半岛战争 (1808–1814)中葡萄牙战胜法国占领军。纪念柱建于1909年至1951年。
波尔图的现代歌剧院波多音樂廳就位于此广场。
该广场面积31416 m²，有8条街道交汇于此。